# OFAB-100-120TU
OFAB-100-120TU (ros. ОФАБ-100-120ТУ) – radziecka bomba odłamkowo-burząca. Jest to bomba OFAB-100-120 zmodyfikowana poprzez dodanie spadochronu hamującego dzięki czemu możliwy jest zrzut bomby z mniejszej wysokości.